# Albert Rudomine
Albert Rudomine, né à Piotrków dans l'Empire russe (aujourd'hui en Pologne) le 28 avril 1891 et mort dans le 17e arrondissement de Paris le 2 avril 1975, est un photographe français.
Il fut un spécialiste des portraits et de la photographie de nu. Il fut employé au journal L'Illustration dans les années 1920.

## Collections

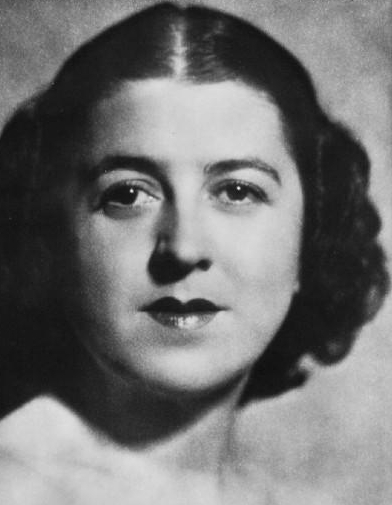
Martha Angelici photographiée par Albert Rudomine en 1945

- Collection Christian Bouqueret
- Bibliothèque nationale de France
- Cleveland Museum of Art
- Musée des beaux-arts du Canada

## Expositions
- Albert Rudomine, Rencontres d'Arles, 1983
- Vente aux enchères chez Tajan, 2003
- Galerie Michèle Chomette (collective), Paris, 2004
- Galerie Léon Herschtritt (collective), Paris, 2006
- Galerie Johannes Faber, Vienne